# Jamie Adjetey-Nelson
Jamie Adjetey-Nelson (ur. 20 maja 1984) – kanadyjski lekkoatleta specjalizujący się w wieloboju. 
Podczas mistrzostw świata juniorów młodszych w Debreczynie (2001) zajął szóste miejsce w ośmioboju. W 2007 i 2009 roku startował na uniwersjadzie zajmując odpowiednio dziewiąte i szóste miejsce w dziesięcioboju. Sięgnął po brązowy krążek igrzysk frankofońskich w 2009, a w 2010 zdobył złoty medal na rozegranych w Nowym Delhi igrzyskach Wspólnoty Narodów. Medalista mistrzostw Kanady (w tym złoto w 2010).
Rekord życiowy w dziesięcioboju: 8239 pkt. (16 czerwca 2010, Kladno).

## Osiągnięcia
| Rok  | Impreza                                   | Miejsce       | Lokata     | Wynik     |
| ---- | ----------------------------------------- | ------------- | ---------- | --------- |
| 2001 | Mistrzostwa świata juniorów młodszych     | Debreczyn     | 6. miejsce | 5809 pkt. |
| 2004 | Młodzieżowe mistrzostwa NACAC             | Sherbrooke    | 3. miejsce | 6733 pkt. |
| 2007 | Uniwersjada                               | Bangkok       | 9. miejsce | 7517 pkt. |
| 2008 | Mistrzostwa panamerykańskie w wielobojach | Santo Domingo | 5. miejsce | 7728 pkt. |
| 2009 | Uniwersjada                               | Belgrad       | 6. miejsce | 7378 pkt. |
| 2009 | Igrzyska frankofońskie                    | Bejrut        | 3. miejsce | 7602 pkt. |
| 2010 | Igrzyska Wspólnoty Narodów                | Nowe Delhi    | 1. miejsce | 8070 pkt. |